# (3082) Dzhalil
(3082) Dzhalil (1972 KE; 1936 XB; 1972 LJ; 1983 BB) ist ein ungefähr 18 Kilometer großer Asteroid des mittleren Hauptgürtels, der am 26. Oktober 1971 von der russischen (damals: Sowjetunion) Astronomin Tamara Michailowna Smirnowa am Krim-Observatorium (Zweigstelle Nautschnyj) auf der Halbinsel Krim (IAU-Code 095) entdeckt wurde.

## Benennung
(3082) Dzhalil wurde nach dem tatarischen Dichter Musa Cälil (1906–1944) benannt, der Lyrik, Gedichte und Opernlibretti verfasste und damit als ein einer der bedeutendsten tatarischen Dichter galt. Sein transkribierter russischer Name ist Mussa Mustafowitsch Dschalil (englisch Dzhalil).